# لويس موسري
لويس موسري (بالإسبانية: Luis Musrri)‏ مواليد 24 ديسمبر 1969 في تشيلي، هو لاعب كرة قدم تشيلي دولي سابق وحالياً مدرب، كان يلعب كلاعب وسط. سبق له أن لعب في كأس العالم لكرة القدم مع منتخب بلاده وذلك في مونديال عام 1998.

## المسيرة الاحترافية

### أندية لعب لها
- نادي أونيفرسيداد دي تشيلي

## روابط خارجية
- لويس موسري على موقع الاتحاد الدولي (مؤرشف)  (الإنجليزية)
- لويس موسري على موقع قاعدة بيانات كرة القدم.إي يو (الإنجليزية)
- لويس موسري على موقع ناشيونال فوتبول تيمز (الإنجليزية)
- لويس موسري على موقع Soccerway.com (الإنجليزية)
- لويس موسري على موقع عالم كرة القدم.نت (الإنجليزية)